# Альмандин
Альманди́н — самая твёрдая и самая распространённая разновидность красных или красно-фиолетовых гранатов. Цвет альмандинов может быть вишнёвым, малиновым, фиолетовым и буро-красным. Редко встречаются почти чёрные альмандины. Интенсивность оттенка зависит от количества соединений железа. Большей твёрдостью от альмандинов отличаются лишь похожие на них по окраске рубины. Название минерала является искажённым словом «Алабанда» — так в Малой Азии назывался город, где издавна гранились эти камни. По другой версии, местечко Алабанда было лишь перевалочным пунктом древних торговых путей. Ювелирными камнями считаются только прозрачные альмандины, стоимость которых превышает стоимость пиропов.

## Свойства
Формула Fe3Al2[SiO4]3, обычно минерал содержит примеси ионов Fe3+, Ca2+, Mn2+, пироповую составляющую. Интенсивность окраски зависит от концентрации ионов Fe2+. Fe3+ и Mn2+ придают минералу красные и оранжевые оттенки.
Твёрдость 7,5. Спайность несовершенная. Плотность 3,95-4,20 г/см3. Показатель преломления 1,78-1,81. Дисперсия 0,024.
Образует хорошие кристаллы в форме ромбододекаэдров и тригонтриоктаэдров. Для ювелирной обработки используют кристаллы размером 4—6 мм, более крупные кристаллы редки.

## Нахождение в природе

### Месторождения
Месторождения альмандинов существуют в Индии, Монголии, на Мадагаскаре, в Финляндии. Лучшие альмандины добывают в Шри-Ланке. В России крупнейшие в мире запасы альмандина сосредоточены на Кольском полуострове (Кейвы). Добывают его также на Урале и в Карелии.
На северном берегу Ладожского озера находится знаменитое Кительское месторождение альмандина, разрабатываемое ещё с XVII века. Несмотря на обилие граната, выход ювелирного сырья на Кительском месторождении очень низок (менее 0,1 %) и гранат представляет интерес прежде всего как коллекционный материал. Протерозойская метаморфическая толща в этой части Балтийского кристаллического щита расчленена на сегозерско-онежскую и ладожскую серии. Месторождение связано со свитой контиосари ладожской серии, сложенной кварц-биотитововыми сланцами с альмандином и силлиманитом, двуслюдяными кварц-полевошпатовыми сланцами с силлиманитом и другими горными породами. Г. В. Макарова выделяет зону плагиосланцев шириной от 0,3 до 2,5 км, в которой широко развиты порфиробластические кварц-биотитовые сланцы с полевым шпатом, биотитом, силлиманитом, и реже мусковитом. Граната в породе содержится до 2 %. Наибольшая концентрация наблюдается в сильноплойчатых сланцах, богатых силлиманитом и биотитом.
Альмандин представлен зёрнами со слабо выраженными гранями и сростками кристаллов. Диаметр зёрен достигает 30 мм, однако зёрна крупнее 8—10 мм, как правило, трещиноваты и замутнены. Цвет альмандина от светло-малинового до тёмно-вишнёвого, мелкие зёрна прозрачны целиком, более крупные имеют прозрачные области, пригодные для изготовления кабошонов. Огранённые камни яркого блеска, с хорошей игрой и глубоким тёмно-красным цветом.
Аналогичные метаморфогенные месторождения альмандина известны во многих странах мира.
Одно время Кительское месторождение альмандина разрабатывалось на коллекционное сырьё, но оно не выдержало конкуренции с месторождениями Индии, Шри-Ланки и т. д. Несколько лет назад лицензия на разработку этого месторождения даже появлялась на одном из аукционов, но не была востребована.

## Ювелирное использование
Для ювелирной обработки используют вишнёвые, оранжевые и красные кристаллы альмандина размером 4—6 мм. Камни обрабатывают гранями, кабошоном, шлифуют. Применяют древнюю форму огранки в виде блюдечка, от этого камень становится более прозрачным.

## Галерея

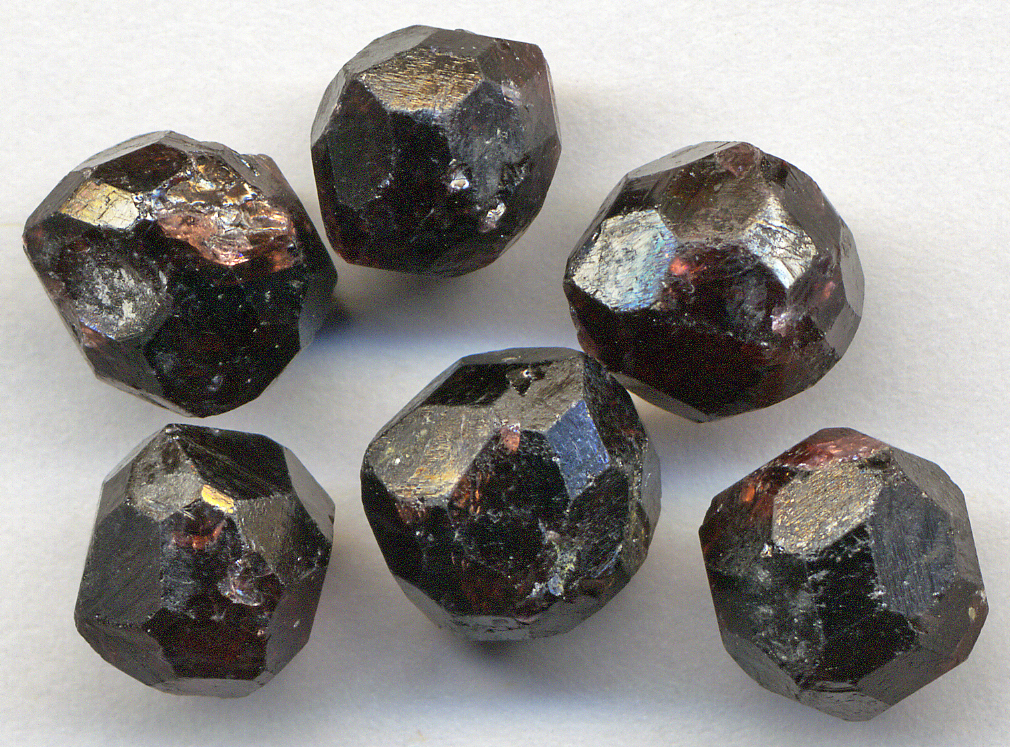
Альмандин (США)
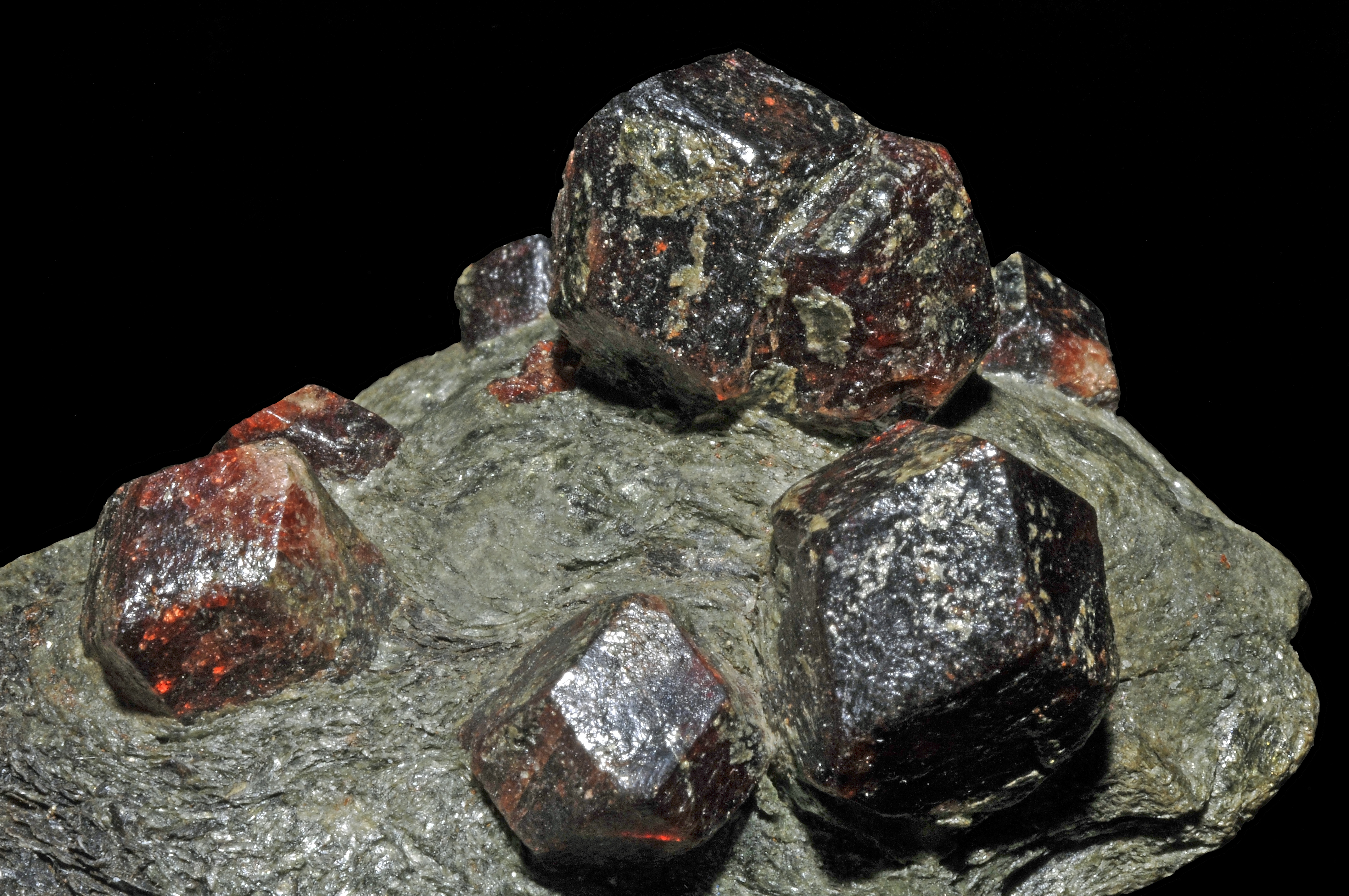
Альмандин (Италия)
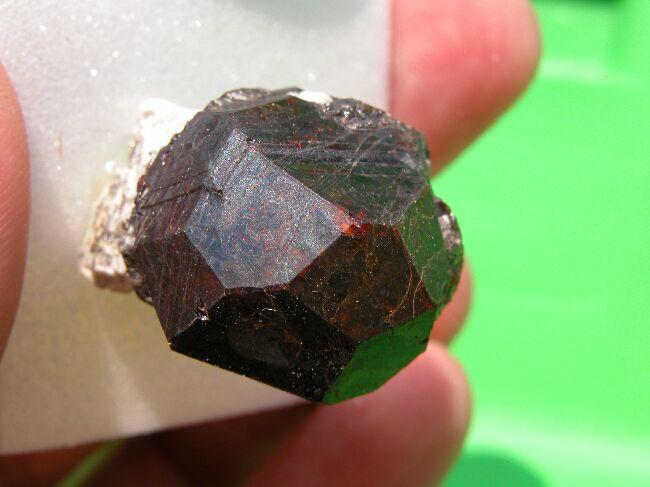
Альмандин (Мадагаскар)
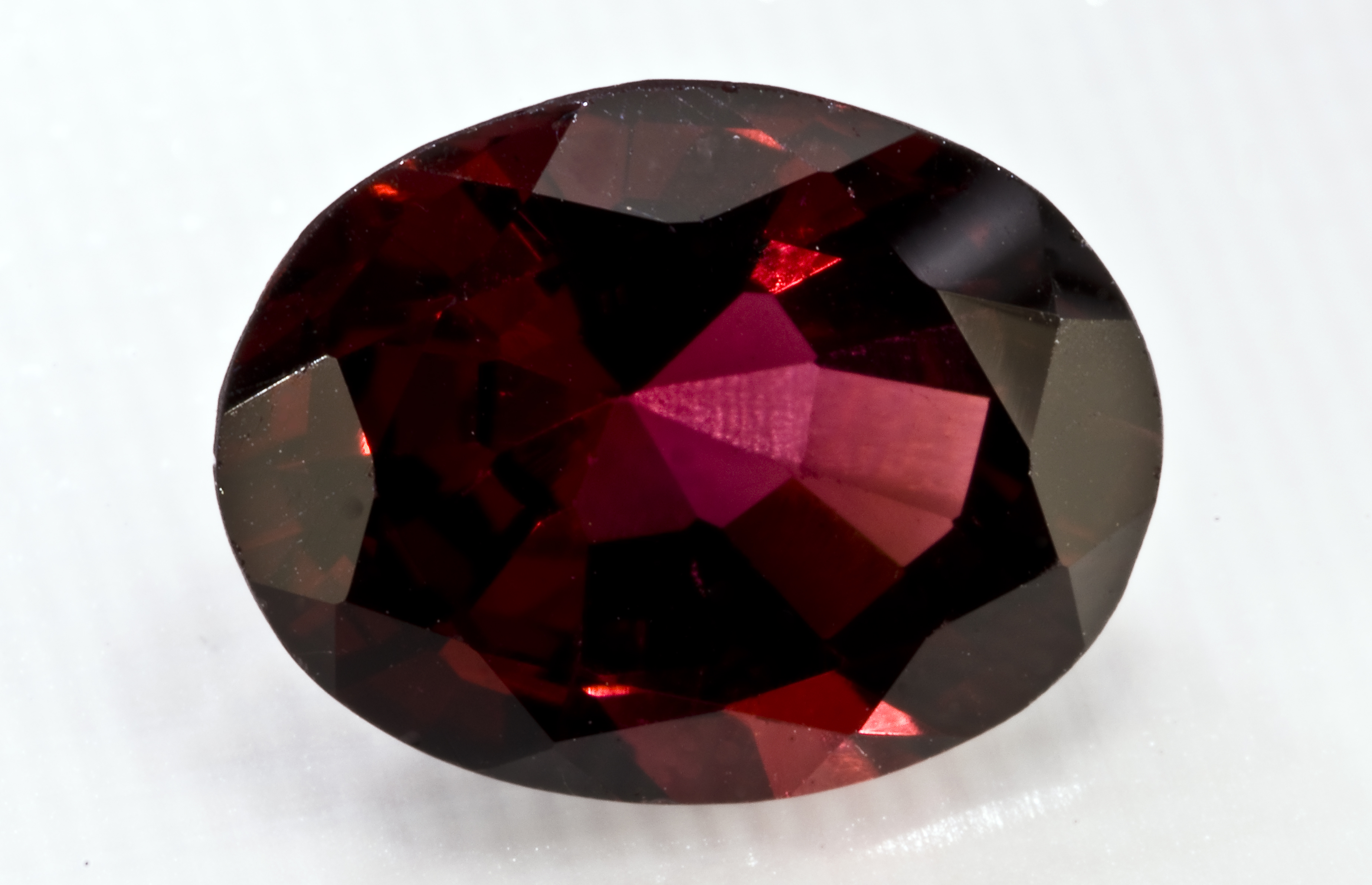
Огранённый альмандин (Индия)
Кольцо с альмандином (XVIII век)